# Mette Lysdahl
Mette Lysdahl er en dansk skuespillerinde uddannet i Meisnerteknikken fra Melbourne Acting School i Australien og Chinese University of Hong Kong.
Mette Lysdahl voksede op i Gullestrup, Herning Kommune, og startede sin karriere som teenager i lavbudget produktioner, samt nationale reklamer, før hun rejste til Melbourne for at forfølge de professionelle skuespillerambitioner.
Hun har bl.a. medvirket i danske produktioner som reklamefilm for Jolly Cola og Sirius, spillefilmene Under sandet, Klassefesten 2, Guldhornene og tv-serier som Historien om Danmark, Smatkassen, Forbrydelsen og De 7 drab, en række tyske Film og tv-produktioner som Deutschstunde, 37, München Mord - Einer der's geschafft hat, Kommissæren og havet og SOKO Wismar samt internationale produktioner som The Spiral og Hitman: Absolution.
Ved siden af skuespillerkarrieren har Mette Lysdahl en kandidatgrad i film- og medievidenskab fra Københavns Universitet og har arbejdet som udvikler af adskillige mindre tv-produktioner i Hong Kong og København.

## Filmografi
- Guds børn (1999)
- Guldhornene (2007)
- Anja og Viktor - Brændende kærlighed (2007)
- Forbrydelsen (tv-serie, et afsnit, 2007)
- De 7 drab (tv-serie, et afsnit, 2009)
- SOKO Wismar (tv-serie, et afsnit, 2011)
- Großstadtrevier (tv-serie, et afsnit, 2012)
- The Spiral (tv-serie, fire afsnit, 2012)
- Kommissæren og havet (tv-serie, to afsnit, 2013-2017)
- Klassefesten 2 - Begravelsen (2014)
- Under sandet (2015)
- Historien om Danmark (tv-dokudramaserie, et afsnit, 2017)
- Ein starkes Team (tv-serie, et afsnit, 2017)
- Münchner Mord: Einer der's geschafft hat (tv-film, 2017)
- 37 (2018)
- Deutschstunde (2019)